# فرودگاه بین‌المللی بالتی
فرودگاه بین‌المللی بالتی (به انگلیسی: Bălți International Airport) (به زبان بومی: Aeroportul Internațional Leadoveni) یک فرودگاه همگانی با کد یاتا BZY است که یک باند فرود بتن دارد و طول باند آن ۲۲۴۰ متر است. این فرودگاه در شهر بالتی کشور مولداوی قرار دارد و در ارتفاع ۲۳۱ متری از سطح دریا واقع شده‌است.

## نگارخانه

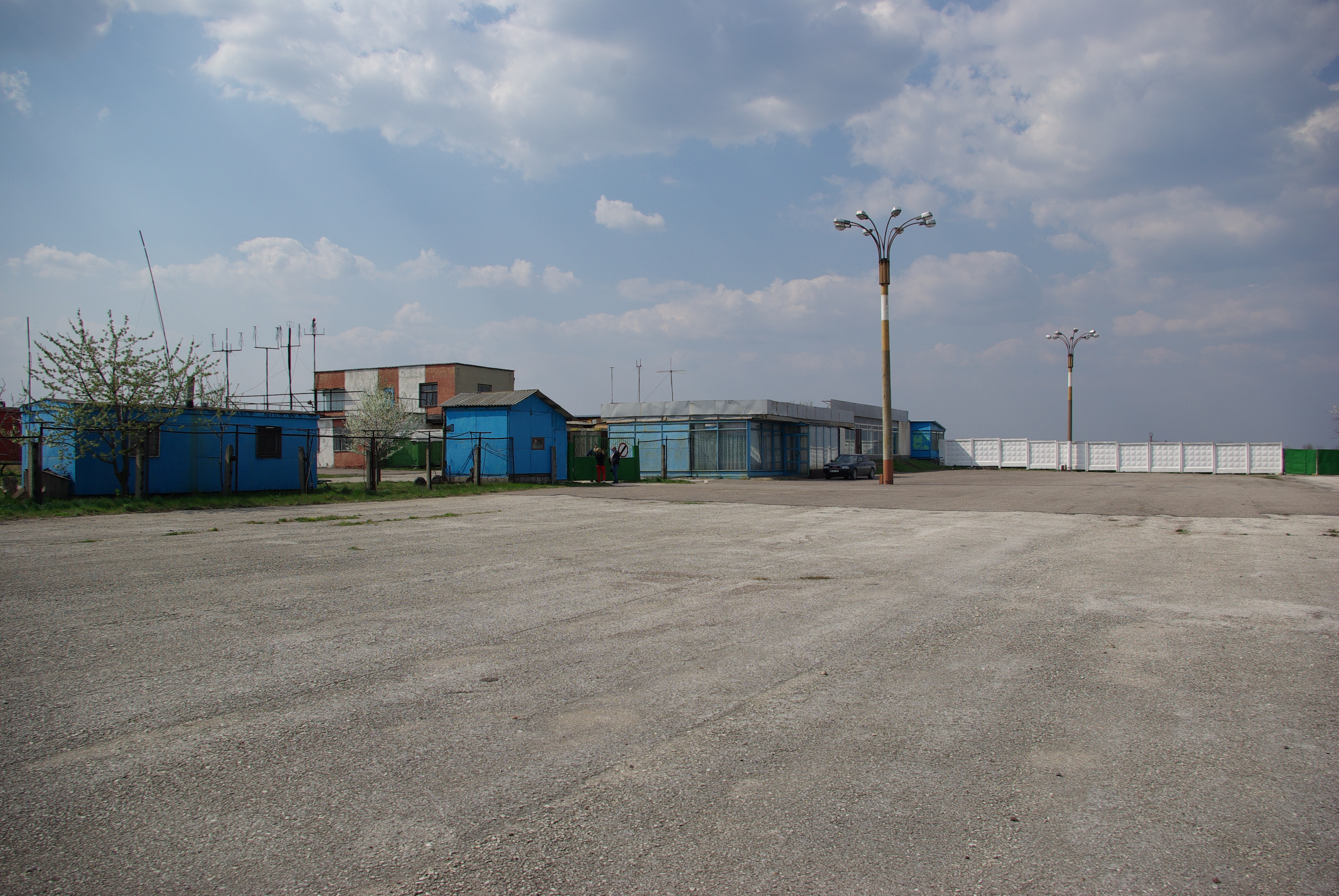
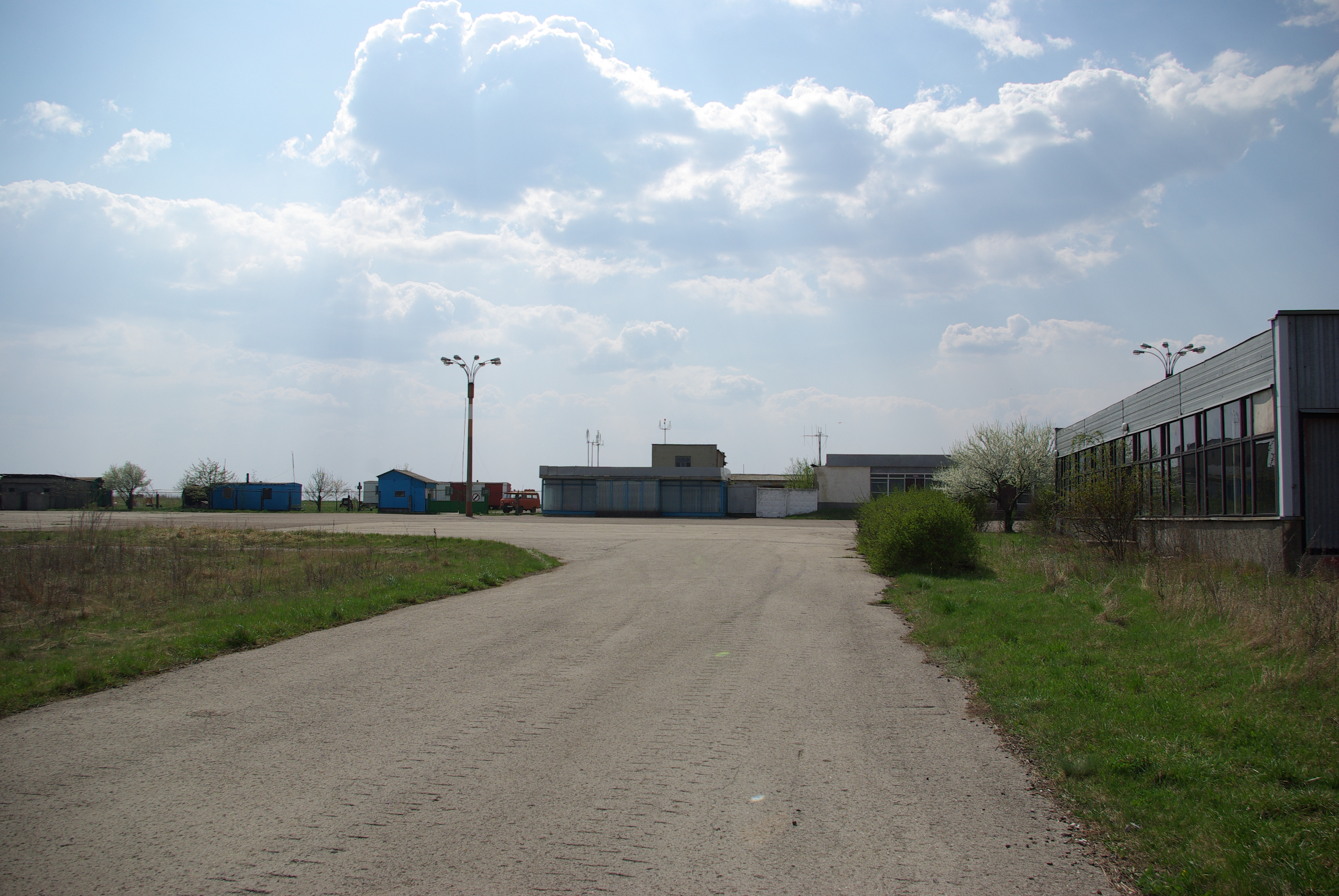